# Musée hongrois des Arts décoratifs
Pour les articles homonymes, voir Musée des arts décoratifs.
Le musée hongrois des Arts décoratifs (Magyar Iparművészeti Múzeum) est un musée de Budapest, en Hongrie.
Le bâtiment du musée se dresse à proximité du Nagykörút, dans le 9e arrondissement de Budapest.

## Description
Les façades du Musée hongrois des Arts décoratifs sont dans le style de la Sécession hongroise ; l'intérieur, orientalisant, est de style mauresque et les toitures sont couvertes de tuiles polychromes vernissées de Pécs, fournies par la manufacture de porcelaine Zsolnay.

## Histoire
Le musée hongrois des Arts décoratifs a été construit à l'occasion des Festivités du Millénaire de 1896 sur les plans d'Ödön Lechner et de Gyula Pártos.

## Accès
Ce site est desservi par la station Corvin-negyed :    4 6.

## Galerie

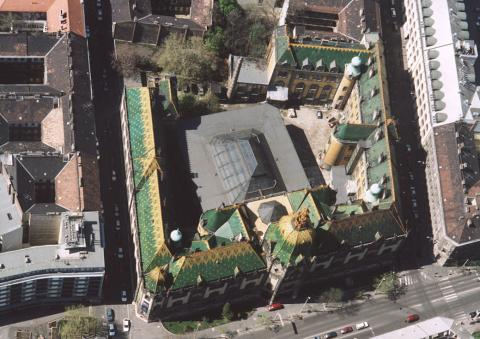
Vue aérienne du musée.
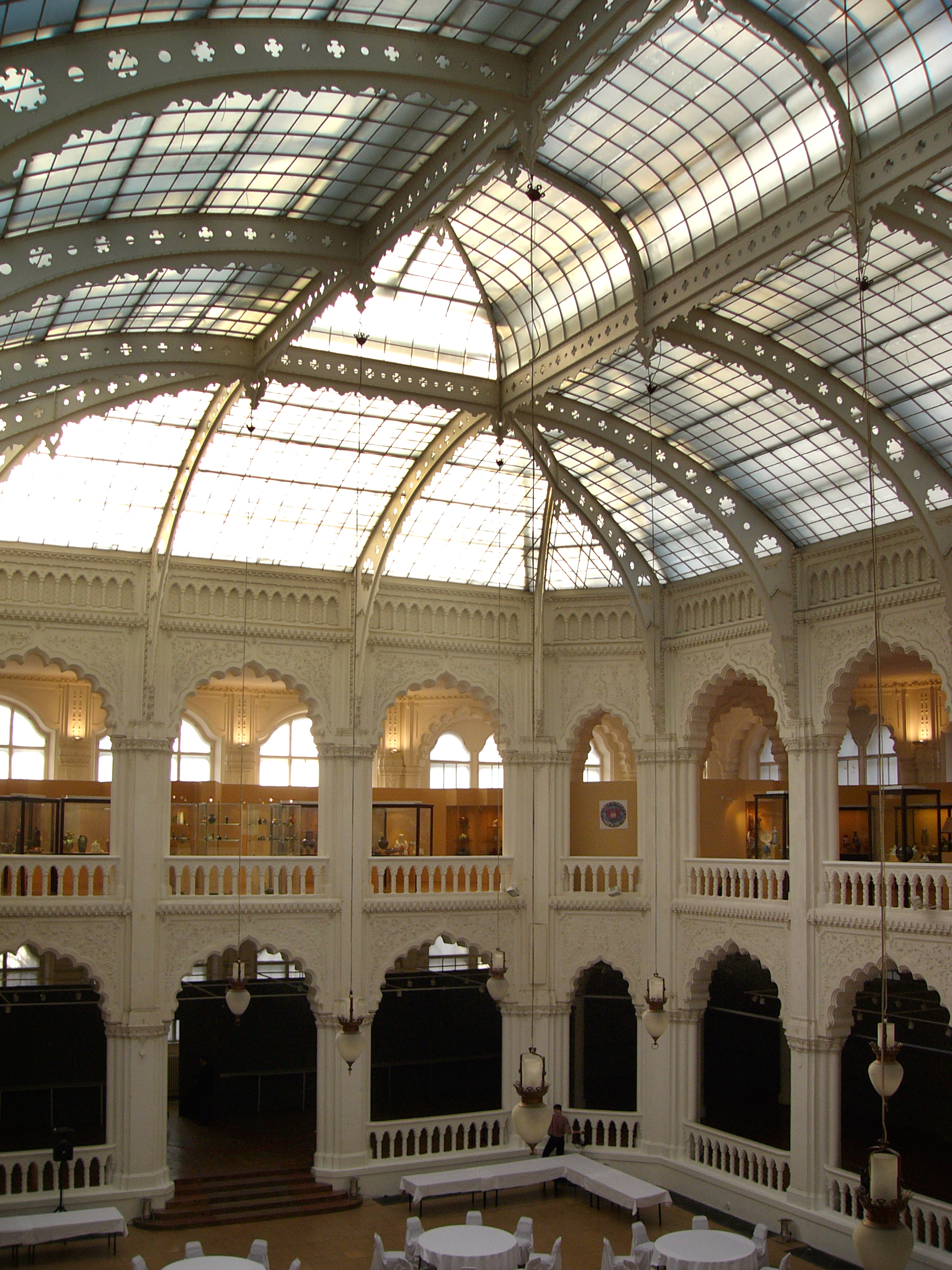
Hall du musée, en 2007.
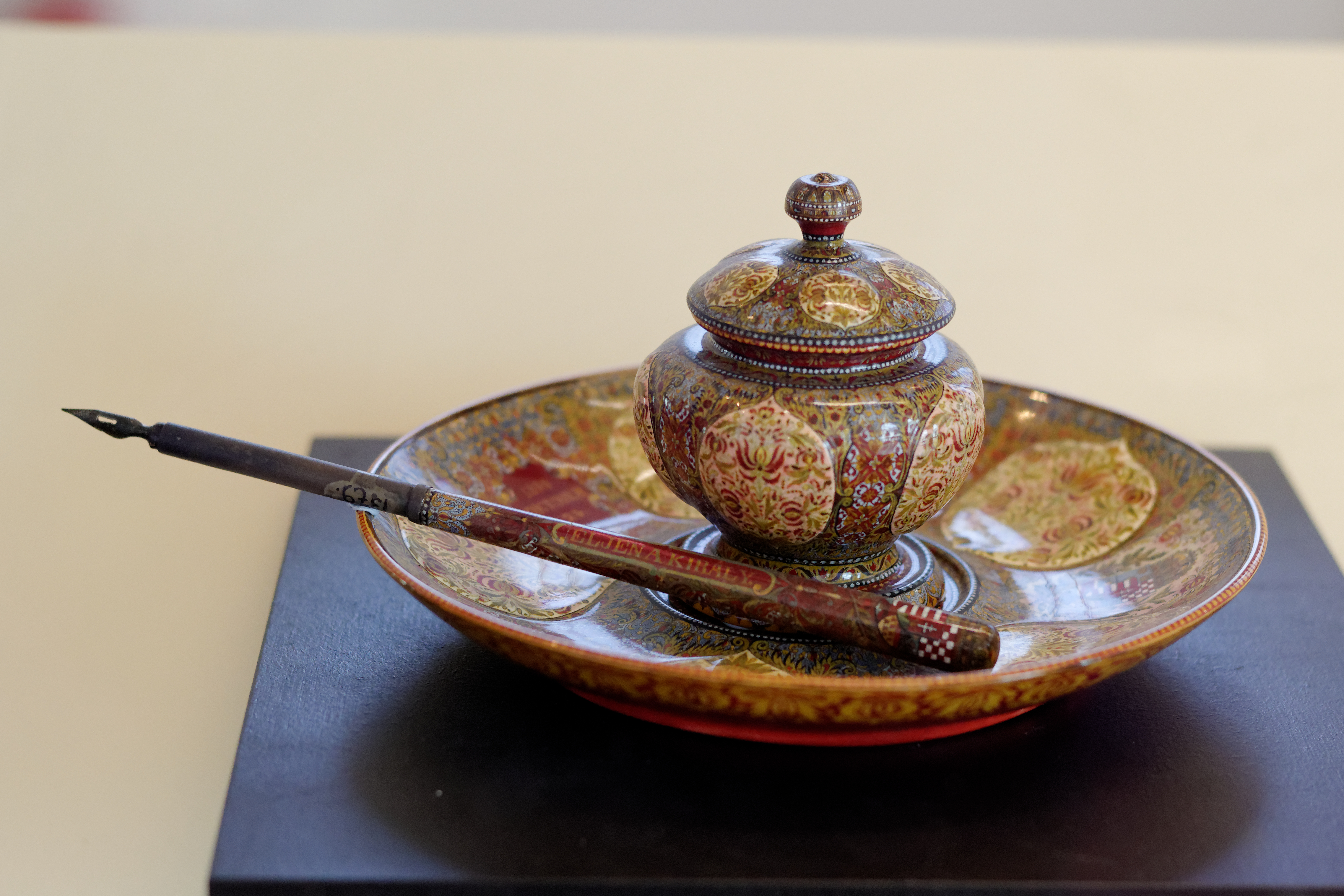
Encrier utilisé pour la cérémonie d'inauguration du Musée. Fabriqué par la Manufacture de porcelaine Zsolnay à Pécs, 1895-1896